# 32 Levels
32 Levels is het debuut studioalbum van de Amerikaanse producer Clams Casino. Het album werd op 15 juli 2016 uitgebracht onder Columbia Records. Op het album komen gastoptredens voor van:  Lil B, A$AP Rocky, Vince Staples, Sam Dew, Mikky Ekko, Kelela en Samuel T. Herring. Clams Casino is zelf de uitvoerend producent.

## Tracklist
| 1.                 | Level 1                                 | Michael Volpe, Bryan McCartney                | Clams Casino                         | 1:44 |
| 2.                 | Be Somebody (met A$AP Rocky en Lil B)   | Volpe, Rakim Mayers, McCartney, Mikky Ekko    | Clams Casino                         | 3:32 |
| 3.                 | All Nite (met Vince Staples)            | Volpe, Vince Staples                          | Clams Casino                         | 2:48 |
| 4.                 | Witness (met Lil B)                     | Volpe, McCartney, Gregory C. Phillips Jr.     | Clams Casino, Keyboard Kid           | 3:38 |
| 5.                 | Skull                                   | Volpe                                         | Clams Casino, Sam Dew                | 1:16 |
| 6.                 | 32 Levels (met Lil B en Joe Newman)     | Volpe, Joe Newman, McCartney                  | Clams Casino, Lil B                  | 2:59 |
| 7.                 | Thanks to You (met Sam Dew)             | Volpe, Dew                                    | Clams Casino                         | 3:01 |
| 8.                 | Back to You (met Kelly Zutrau)          | Volpe, Zutrau                                 | Clams Casino                         | 3:23 |
| 9.                 | Into the Fire (met Mikky Ekko)          | Volpe, Ekko                                   | Clams Casino, Mikky Ekko             | 3:28 |
| 10.                | A Breath Away (met Kelela)              | Volpe, Kelela Mizanekristos, Talay Riley, Dew | Clams Casino, Illangelo, MP Williams | 4:57 |
| 11.                | Ghost in a Kiss (met Samuel T. Herring) | Volpe, Jonathan Williams, Samuel T. Herring   | Clams Casino, MP Williams            | 3:57 |
| 12.                | Blast                                   | Volpe, Ekko                                   | Clams Casino                         | 2:14 |
| Totale duur: 36:58 |                                         |                                               |                                      |      |

| 13.                | Level 1 (Instrumental)         | 1:43 |
| 14.                | Be Somebody (Instrumental)     | 3:32 |
| 15.                | All Nite (Instrumental)        | 2:48 |
| 16.                | Witness (Instrumental)         | 3:38 |
| 17.                | Skull (Instrumental)           | 1:16 |
| 18.                | 32 Levels (Instrumental)       | 2:59 |
| 19.                | Thanks to You (Instrumental)   | 3:01 |
| 20.                | Back to You (Instrumental)     | 3:23 |
| 21.                | Into the Fire (Instrumental)   | 3:28 |
| 22.                | A Breath Away (Instrumental)   | 4:57 |
| 23.                | Ghost in a Kiss (Instrumental) | 3:57 |
| 24.                | Blast (Instrumental)           | 2:14 |
| Totale duur: 73:54 |                                |      |